# Fiakier z Brie
Fiakier, pustelnik z Brie, znany też jako Fiakriusz albo Fiakr (ur. I poł. VII wieku, zm. ok. 670 roku) – irlandzki święty działający na terenie Francji. Słynął z miłosierdzia dla chorych i ubogich. Jego imieniem nazwano konny pojazd – fiakier.

## Biografia
Urodził się na terenie Irlandii na początku VII wieku. Po otrzymaniu święceń kapłańskich udał się na kontynent europejski. Zamieszkał w okolicy Paryża, gdzie żył jako pustelnik i asceta. Zasłynął leczeniem chorych, opieką nad ubogimi, skutecznym wstawiennictwem do Boga. Jego sława dotarła do Faro, biskupa z Meaux, który ofiarował teren nazywany Broilum (Breuil), a później Saint-Fiacre-en-Brie z przeznaczeniem na pustelnie. Fiakier wybudował tam też schronisko dla chorych płci męskiej. Sam ich opatrywał, karmił ze swojego warzywnika i leczył. Z czasem schronisko to dało początek klasztorowi. Święty zmarł około r. 670. Jego wspomnienie obchodzono 30 sierpnia. 
Jego kult stale wzrastał, a szczególne nasilenie osiągnął w XVII wieku. Przy jego grobie dokonało się wówczas wiele cudownych uzdrowień. W 1640 roku pielgrzymom udostępniono tu po raz pierwszy czterokołowy pojazd, który od imienia świętego nazwano fiakrem. Jest patronem ogrodników, fiakrów i taksówkarzy. Patronuje też proktologom i urologom a hemoroidy nazywano w swoim czasie "figami św. Fiakra".